# Olympische Sommerspiele 2020/Rhythmische Sportgymnastik – Gruppe
Der Gruppenwettkampf in der Rhythmischen Sportgymnastik bei den Olympischen Spielen 2020 in Tokio wurde vom 7. bis 8. August 2021 im Ariake Gymnastics Centre ausgetragen.

## Qualifikation
| Qualifikationswettbewerb                 | Datum                  | Ort                 | Plätze | Qualifizierte Nationen |
| ---------------------------------------- | ---------------------- | ------------------- | ------ | ---------------------- |
| Weltmeisterschaften 2018                 | 10.–16. September 2018 | Sofia               | 3      | ROC                    |
| Weltmeisterschaften 2018                 | 10.–16. September 2018 | Sofia               | 3      | Italien                |
| Weltmeisterschaften 2018                 | 10.–16. September 2018 | Sofia               | 3      | Bulgarien              |
| Weltmeisterschaften 2019                 | 16.–22. September 2019 | Baku                | 5      | Japan                  |
| Weltmeisterschaften 2019                 | 16.–22. September 2019 | Baku                | 5      | Belarus                |
| Weltmeisterschaften 2019                 | 16.–22. September 2019 | Baku                | 5      | Israel                 |
| Weltmeisterschaften 2019                 | 16.–22. September 2019 | Baku                | 5      | China                  |
| Weltmeisterschaften 2019                 | 16.–22. September 2019 | Baku                | 5      | Aserbaidschan          |
| Afrikameisterschaften 2020               | 12. – 16. März 2020    | Scharm asch-Schaich | 1      | Ägypten                |
| Panamerikameisterschaften 2021           | 4. – 13. Juni 2021     | Rio de Janeiro      | 1      | Brasilien              |
| Europameisterschaften 2021               | 3. – 13. Juni 2021     | Warna               | 1      | Ukraine                |
| Asienmeisterschaften 2021                | 8. – 10. Juni 2021     | Shantou             | 1      | Usbekistan             |
| Ozeanienmeisterschaften 2021             | 13. – 21. Mai 2021     | Gold Coast          | 1      | Australien             |
| Neuverteilung (Weltmeisterschaften 2019) | 22. September 2019     | –                   | 1      | Vereinigte Staaten     |
| Gesamt                                   | Gesamt                 | Gesamt              | 14     | 14                     |

## Titelträgerinnen
| Olympiasiegerinnen | Russland (Birjukowa, Blisnjuk, Maximowa, Tatarewa, Tolkatschowa)      | Rio de Janeiro 2016 |
| Weltmeisterinnen   | Russland (Tolkatschowa, Stubailo, Schischmalowa, Maximowa, Birjukowa) | Baku 2019           |

## Ergebnisse

### Qualifikation
| Rang | Nation | 5 × Ball | 5 × Ball | 3 × Reifen 2 × Keulen | 3 × Reifen 2 × Keulen | Gesamt | Anm. |
| Rang | Nation | Punkte   | Rang     | Punkte                | Rang                  | Gesamt | Anm. |
| ---- | --- | -------- | -------- | --------------------- | --------------------- | ------ | ---- |
| 1    | Bulgarien Simona Djankowa Stefani Kirjakowa Madlen Radukanowa Laura Traats Erika Safirowa                  | 47,500   | 1        | 44,300                | 1                     | 91,800 | Q    |
| 2    | ROC Anastassija Blisnjuk Anastassija Maximowa Angelina Schkatowa Anastassija Tatarewa Alissa Tischtschenko | 45,750   | 2        | 43,300                | 3                     | 89,050 | Q    |
| 3    | Italien Martina Centofanti Agnese Duranti Alessia Maurelli Daniela Mogurean Martina Santandrea             | 44,600   | 3        | 42,550                | 4                     | 87,150 | Q    |
| 4    | Israel Ofir Dayan Yana Kramarenko Natalie Raits Yuliana Telegina Karin Vexman                              | 44,000   | 4        | 40,650                | 7                     | 84,650 | Q    |
| 5    | China Guo Qiqi Hao Ting Huang Zhangjiayang Liu Xin Xu Yanshu                                               | 41,600   | 6        | 42,000                | 5                     | 83,600 | Q    |
| 6    | Ukraine Mariola Bodnartschuk Daryna Duda Jewa Meleschtschuk Anastassija Wosnjak Marija Wyssotschanska      | 41,450   | 7        | 41,250                | 6                     | 82,700 | Q    |
| 7    | Japan Rie Matsubara Sakura Noshitani Sayuri Sugimoto Ayuka Suzuki Nanami Takenaka                          | 40,400   | 8        | 39,325                | 8                     | 79,725 | Q    |
| 8    | Belarus Hanna Hajdukewitsch Nastassja Malakanawa Nastassja Rybakowa Aryna Zyzylina Karyna Jarmolenka       | 36,000   | 12       | 43,650                | 2                     | 79,650 | Q    |
| 9    | Usbekistan Kseniya Aleksandrova Kamola Irnazarova Dinara Ravshanbekova Sevara Safoyeva Nilufar Shomurodova | 42,100   | 5        | 36,900                | 11                    | 79,000 | R    |
| 10   | Aserbaidschan Laman Alimuradova Zeynab Hummatova Yelyzaveta Luzan Narmina Samadova Darya Sorokina          | 36,700   | 10       | 37,650                | 10                    | 74,350 | R    |
| 11   | Vereinigte Staaten Isabelle Connor Camilla Feeley Lili Mizuno Elizaveta Pletneva Nicole Sladkov            | 37,850   | 9        | 35,825                | 12                    | 73,675 |      |
| 12   | Brasilien Maria Eduarda Arakaki Déborah Medrado Nicole Pírcio Geovanna Santos Beatriz Silva                | 35,450   | 13       | 37,800                | 9                     | 73,250 |      |
| 13   | Ägypten Login Elsasyed Polina Fouda Salma Saleh Malak Selim Tia Sobhy                                      | 36,300   | 11       | 33,050                | 13                    | 69,350 |      |
| 14   | Australien Emily Abbot Alexandra Aristoteli Alannah Mathews Himeka Onoda Felicity White                    | 20,850   | 14       | 19,500                | 14                    | 40,350 |      |

### Finale
| Rang | Nation | 5 × Ball | 5 × Ball | 3 × Reifen 2 × Keulen | 3 × Reifen 2 × Keulen | Gesamt |
| Rang | Nation | Punkte   | Rang     | Punkte                | Rang                  | Gesamt |
| ---- | --- | -------- | -------- | --------------------- | --------------------- | ------ |
| 1    | Bulgarien Simona Djankowa Stefani Kirjakowa Madlen Radukanowa Laura Traats Erika Safirowa                  | 47,550   | 1        | 44,550                | 1                     | 92,100 |
| 2    | ROC Anastassija Blisnjuk Anastassija Maximowa Angelina Schkatowa Anastassija Tatarewa Alissa Tischtschenko | 46,200   | 2        | 44,500                | 2                     | 90,700 |
| 3    | Italien Martina Centofanti Agnese Duranti Alessia Maurelli Daniela Mogurean Martina Santandrea             | 44,850   | 4        | 42,850                | 3                     | 87,700 |
| 4    | China Guo Qiqi Hao Ting Huang Zhangjiayang Liu Xin Xu Yanshu                                               | 42,150   | 7        | 42,400                | 4                     | 84,550 |
| 5    | Belarus Hanna Hajdukewitsch Nastassja Malakanawa Nastassja Rybakowa Aryna Zyzylina Karyna Jarmolenka       | 45,750   | 3        | 38,300                | 6                     | 84,050 |
| 6    | Israel Ofir Dayan Yana Kramarenko Natalie Raits Yuliana Telegina Karin Vexman                              | 44,100   | 5        | 39,750                | 5                     | 83,850 |
| 7    | Ukraine Mariola Bodnartschuk Daryna Duda Jewa Meleschtschuk Anastassija Wosnjak Marija Wyssotschanska      | 40,350   | 8        | 37,250                | 7                     | 77,600 |
| 8    | Japan Rie Matsubara Sakura Noshitani Sayuri Sugimoto Ayuka Suzuki Nanami Takenaka                          | 42,750   | 6        | 29,750                | 8                     | 72,500 |